# Província de Bordj Bou Arreridj
La província o wilaya de Bordj Bou Arreridj (àrab: ولاية برج بوعريريج, wilāyat Burj Bū ʿArrīrīj) és una província o wilaya de l'est d'Algèria, a uns 200 km de distància de la capital, Alger. La seva àrea és de 4.115 km² i té una població de 634.396 habitants (2008). La seva capital és Bordj Bou Arreridj. Altres ciutats són: Bir-Kasdan-Ali i Glela.